# 27879 Сібата
27879 Сібата (27879 Shibata) — астероїд головного поясу, відкритий 15 лютого 1996 року.
Тіссеранів параметр щодо Юпітера — 3,564.
Названо на честь Сібати (яп. しばた(柴田) сібата).